# Luo Huining
Luo Huining (chinesisch 骆惠宁, Pinyin Luò Huìníng; * Oktober 1954 in Yiwu, Provinz Zhejiang) ist ein Politiker in der Volksrepublik China.
Luo trat 1982 der Kommunistischen Partei Chinas bei.
Nach verschiedenen Positionen in Politik und Verwaltung in der Provinz Anhui, zuletzt von 1999 bis 2003 als Direktor der Organisationsabteilung der KPCh der Provinz, wechselte er 2003 als stellvertretender Parteisekretär und ab 2004 zusätzlich Präsident der Parteischule in die Provinz Qinghai.
Von 1999 bis 2002 studierte Luo an der Chinesischen Universität für Wissenschaft und Technik und erlangte den akademischen Grad Master in Management- und Ingenieurwissenschaft. Von 2000 bis 2003 schloss er ein weiteres Studium an der Chinesischen Volksuniversität mit dem Titel Doktor der Wirtschaftswissenschaft ab.
Im Jahr 2010 war Luo als Nachfolger von Song Xiuyan Gouverneur der Provinz Qinghai. Dort wurde er im Jahr 2013 zum Parteisekretär befördert. Im Jahr 2016 wurde er Parteisekretär der Provinz Shanxi.
Von 2007 bis 2012 war Luo Kandidat des Zentralkomitees der Kommunistischen Partei Chinas. Im Jahr 2012 wurde er Mitglied des Zentralkomitees.
Im Januar 2020 wurde Luo als Nachfolger von Wang Zhimin zum Direktor des Verbindungsbüros der chinesischen Regierung in Hongkong ernannt. Diese Neubesetzung wurde von Beobachtern als Reaktion Pekings auf vermutete Fehleinschätzungen Wangs in Bezug auf die Entwicklung der Proteste in Hongkong, insbesondere bei den Kommunalwahlen in der Stadt im November 2019, angesehen.
Am 14. Oktober 2020 veröffentlichte das US-Außenministerium einen Bericht über 10 Personen, die wesentlich dazu beitragen, dass China seinen Verpflichtungen aus der chinesisch-britischen gemeinsamen Erklärung zu Hongkong und dem Grundgesetz von Hongkong nicht nachkommt. Dies war eine Reaktion auf die Verfügung des nationalen Sicherheitsgesetzes für die Stadt, das am 30. Juni in Kraft getreten war. Luo war auf der Liste der Specially Designated Nationals and Blocked Persons. In der Liste wurde neben Luos Rolle im Verbindungsbüro auch seine Rolle als Berater des Ausschusses für die Wahrung der nationalen Sicherheit (engl. Committee for Safeguarding National Security) erwähnt, einer im Zuge des Sicherheitsgesetzes neu gegründeten Abteilung für nationale Sicherheit innerhalb der Hongkonger Polizei.